# Arianne Caoili
Arianne Bo Caoili est une joueuse d'échecs et danseuse australienne d'origine philippine  née le 22 décembre 1986 à Manille et morte le 30 mars 2020 à Erevan.  Maître international féminin depuis 2002, elle participa à sept olympiades d'échecs, deux fois avec l'équipe des Philippines (en 2000 et 2002) et cinq fois avec l'équipe d'Australie (de 2004 à 2012).

## Biographie et carrière

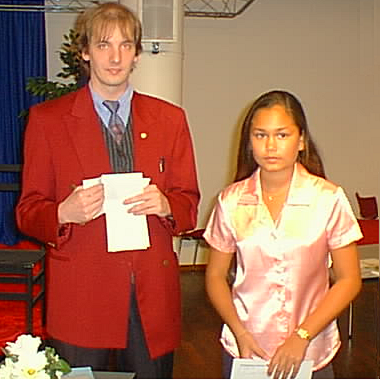
Arianne Caoili (à droite) au tournoi d'échecs de Dortmund en 2001

### Échecs
Arianne Caoili a appris le jeu à l'âge de six ans. En 2002, elle atteignit un classement Elo de plus de 2300 qui déclina ensuite lors de ses études. Elle reste néanmoins l'une des meilleures joueuses d'Australie et défendit le premier échiquier de l'équipe féminine à l'Olympiade de Dresde en 2008. Elle remporta le championnat d'Océanie féminin et le tournoi Chess Classic de Londres féminin en 2009. Sa victoire au championnat d'Océanie 2009, qui était un tournoi zonal, qualifiait Arianne Caoili pour le championnat du monde féminin d'échecs  de 2010 disputé en Turquie, mais elle ne put participer à la compétition.
Elle a obtenu le titre de maître international féminin de la Fédération internationale des échecs en 2002.

### Dancing with the Stars
Arianne Caoili est l'une des danseuses célèbres de la 5e saison australienne de Dancing with the Stars (octobre-novembre 2006). Son partenaire est Carmelo Pizzino et le duo finit deuxième du concours.

## Vie privée
En 2006, en marge des Olympiades de Turin, elle fut au centre d'une altercation médiatisée entre les grands maîtres Daniel Gormally et Levon Aronian lors d'une soirée dansante,.
Elle épouse le champion d'échecs arménien Levon Aronian en 2017.
Elle meurt le 30 mars 2020 des suites des blessures provoquées par un accident de voiture survenu deux semaines plus tôt.

## Exemple de partie
Cet article utilise la notation algébrique pour décrire des coups du jeu d'échecs.
À l'Open de Malaga, en 2000, alors qu'elle a 13 ans, elle affronte le Russe Vladimir Epichine, qui, avec un classement Elo de 2 667, fait partie des meilleurs joueurs du monde.
|   | a | b | c | d | e | f | g | h |   |
| 8 | Fou noir sur case blanche b7 · Pion noir sur case blanche f7 · Roi noir sur case noire g7 · Dame noire sur case noire b6 · Tour noire sur case blanche e6 · Pion noir sur case blanche g6 · Pion noir sur case noire h6 · Pion noir sur case noire a5 · Pion noir sur case blanche d5 · Cavalier blanc sur case noire e5 · Pion blanc sur case blanche a4 · Pion noir sur case noire b4 · Pion blanc sur case noire d4 · Dame blanche sur case blanche g4 · Pion blanc sur case blanche b3 · Cavalier noir sur case noire c3 · Cavalier blanc sur case noire e3 · Pion blanc sur case noire g3 · Pion blanc sur case noire f2 · Pion blanc sur case noire h2 · Tour blanche sur case noire c1 · Roi blanc sur case noire g1 | Fou noir sur case blanche b7 · Pion noir sur case blanche f7 · Roi noir sur case noire g7 · Dame noire sur case noire b6 · Tour noire sur case blanche e6 · Pion noir sur case blanche g6 · Pion noir sur case noire h6 · Pion noir sur case noire a5 · Pion noir sur case blanche d5 · Cavalier blanc sur case noire e5 · Pion blanc sur case blanche a4 · Pion noir sur case noire b4 · Pion blanc sur case noire d4 · Dame blanche sur case blanche g4 · Pion blanc sur case blanche b3 · Cavalier noir sur case noire c3 · Cavalier blanc sur case noire e3 · Pion blanc sur case noire g3 · Pion blanc sur case noire f2 · Pion blanc sur case noire h2 · Tour blanche sur case noire c1 · Roi blanc sur case noire g1 | Fou noir sur case blanche b7 · Pion noir sur case blanche f7 · Roi noir sur case noire g7 · Dame noire sur case noire b6 · Tour noire sur case blanche e6 · Pion noir sur case blanche g6 · Pion noir sur case noire h6 · Pion noir sur case noire a5 · Pion noir sur case blanche d5 · Cavalier blanc sur case noire e5 · Pion blanc sur case blanche a4 · Pion noir sur case noire b4 · Pion blanc sur case noire d4 · Dame blanche sur case blanche g4 · Pion blanc sur case blanche b3 · Cavalier noir sur case noire c3 · Cavalier blanc sur case noire e3 · Pion blanc sur case noire g3 · Pion blanc sur case noire f2 · Pion blanc sur case noire h2 · Tour blanche sur case noire c1 · Roi blanc sur case noire g1 | Fou noir sur case blanche b7 · Pion noir sur case blanche f7 · Roi noir sur case noire g7 · Dame noire sur case noire b6 · Tour noire sur case blanche e6 · Pion noir sur case blanche g6 · Pion noir sur case noire h6 · Pion noir sur case noire a5 · Pion noir sur case blanche d5 · Cavalier blanc sur case noire e5 · Pion blanc sur case blanche a4 · Pion noir sur case noire b4 · Pion blanc sur case noire d4 · Dame blanche sur case blanche g4 · Pion blanc sur case blanche b3 · Cavalier noir sur case noire c3 · Cavalier blanc sur case noire e3 · Pion blanc sur case noire g3 · Pion blanc sur case noire f2 · Pion blanc sur case noire h2 · Tour blanche sur case noire c1 · Roi blanc sur case noire g1 | Fou noir sur case blanche b7 · Pion noir sur case blanche f7 · Roi noir sur case noire g7 · Dame noire sur case noire b6 · Tour noire sur case blanche e6 · Pion noir sur case blanche g6 · Pion noir sur case noire h6 · Pion noir sur case noire a5 · Pion noir sur case blanche d5 · Cavalier blanc sur case noire e5 · Pion blanc sur case blanche a4 · Pion noir sur case noire b4 · Pion blanc sur case noire d4 · Dame blanche sur case blanche g4 · Pion blanc sur case blanche b3 · Cavalier noir sur case noire c3 · Cavalier blanc sur case noire e3 · Pion blanc sur case noire g3 · Pion blanc sur case noire f2 · Pion blanc sur case noire h2 · Tour blanche sur case noire c1 · Roi blanc sur case noire g1 | Fou noir sur case blanche b7 · Pion noir sur case blanche f7 · Roi noir sur case noire g7 · Dame noire sur case noire b6 · Tour noire sur case blanche e6 · Pion noir sur case blanche g6 · Pion noir sur case noire h6 · Pion noir sur case noire a5 · Pion noir sur case blanche d5 · Cavalier blanc sur case noire e5 · Pion blanc sur case blanche a4 · Pion noir sur case noire b4 · Pion blanc sur case noire d4 · Dame blanche sur case blanche g4 · Pion blanc sur case blanche b3 · Cavalier noir sur case noire c3 · Cavalier blanc sur case noire e3 · Pion blanc sur case noire g3 · Pion blanc sur case noire f2 · Pion blanc sur case noire h2 · Tour blanche sur case noire c1 · Roi blanc sur case noire g1 | Fou noir sur case blanche b7 · Pion noir sur case blanche f7 · Roi noir sur case noire g7 · Dame noire sur case noire b6 · Tour noire sur case blanche e6 · Pion noir sur case blanche g6 · Pion noir sur case noire h6 · Pion noir sur case noire a5 · Pion noir sur case blanche d5 · Cavalier blanc sur case noire e5 · Pion blanc sur case blanche a4 · Pion noir sur case noire b4 · Pion blanc sur case noire d4 · Dame blanche sur case blanche g4 · Pion blanc sur case blanche b3 · Cavalier noir sur case noire c3 · Cavalier blanc sur case noire e3 · Pion blanc sur case noire g3 · Pion blanc sur case noire f2 · Pion blanc sur case noire h2 · Tour blanche sur case noire c1 · Roi blanc sur case noire g1 | Fou noir sur case blanche b7 · Pion noir sur case blanche f7 · Roi noir sur case noire g7 · Dame noire sur case noire b6 · Tour noire sur case blanche e6 · Pion noir sur case blanche g6 · Pion noir sur case noire h6 · Pion noir sur case noire a5 · Pion noir sur case blanche d5 · Cavalier blanc sur case noire e5 · Pion blanc sur case blanche a4 · Pion noir sur case noire b4 · Pion blanc sur case noire d4 · Dame blanche sur case blanche g4 · Pion blanc sur case blanche b3 · Cavalier noir sur case noire c3 · Cavalier blanc sur case noire e3 · Pion blanc sur case noire g3 · Pion blanc sur case noire f2 · Pion blanc sur case noire h2 · Tour blanche sur case noire c1 · Roi blanc sur case noire g1 | 8 |
| 7 | Fou noir sur case blanche b7 · Pion noir sur case blanche f7 · Roi noir sur case noire g7 · Dame noire sur case noire b6 · Tour noire sur case blanche e6 · Pion noir sur case blanche g6 · Pion noir sur case noire h6 · Pion noir sur case noire a5 · Pion noir sur case blanche d5 · Cavalier blanc sur case noire e5 · Pion blanc sur case blanche a4 · Pion noir sur case noire b4 · Pion blanc sur case noire d4 · Dame blanche sur case blanche g4 · Pion blanc sur case blanche b3 · Cavalier noir sur case noire c3 · Cavalier blanc sur case noire e3 · Pion blanc sur case noire g3 · Pion blanc sur case noire f2 · Pion blanc sur case noire h2 · Tour blanche sur case noire c1 · Roi blanc sur case noire g1 | Fou noir sur case blanche b7 · Pion noir sur case blanche f7 · Roi noir sur case noire g7 · Dame noire sur case noire b6 · Tour noire sur case blanche e6 · Pion noir sur case blanche g6 · Pion noir sur case noire h6 · Pion noir sur case noire a5 · Pion noir sur case blanche d5 · Cavalier blanc sur case noire e5 · Pion blanc sur case blanche a4 · Pion noir sur case noire b4 · Pion blanc sur case noire d4 · Dame blanche sur case blanche g4 · Pion blanc sur case blanche b3 · Cavalier noir sur case noire c3 · Cavalier blanc sur case noire e3 · Pion blanc sur case noire g3 · Pion blanc sur case noire f2 · Pion blanc sur case noire h2 · Tour blanche sur case noire c1 · Roi blanc sur case noire g1 | Fou noir sur case blanche b7 · Pion noir sur case blanche f7 · Roi noir sur case noire g7 · Dame noire sur case noire b6 · Tour noire sur case blanche e6 · Pion noir sur case blanche g6 · Pion noir sur case noire h6 · Pion noir sur case noire a5 · Pion noir sur case blanche d5 · Cavalier blanc sur case noire e5 · Pion blanc sur case blanche a4 · Pion noir sur case noire b4 · Pion blanc sur case noire d4 · Dame blanche sur case blanche g4 · Pion blanc sur case blanche b3 · Cavalier noir sur case noire c3 · Cavalier blanc sur case noire e3 · Pion blanc sur case noire g3 · Pion blanc sur case noire f2 · Pion blanc sur case noire h2 · Tour blanche sur case noire c1 · Roi blanc sur case noire g1 | Fou noir sur case blanche b7 · Pion noir sur case blanche f7 · Roi noir sur case noire g7 · Dame noire sur case noire b6 · Tour noire sur case blanche e6 · Pion noir sur case blanche g6 · Pion noir sur case noire h6 · Pion noir sur case noire a5 · Pion noir sur case blanche d5 · Cavalier blanc sur case noire e5 · Pion blanc sur case blanche a4 · Pion noir sur case noire b4 · Pion blanc sur case noire d4 · Dame blanche sur case blanche g4 · Pion blanc sur case blanche b3 · Cavalier noir sur case noire c3 · Cavalier blanc sur case noire e3 · Pion blanc sur case noire g3 · Pion blanc sur case noire f2 · Pion blanc sur case noire h2 · Tour blanche sur case noire c1 · Roi blanc sur case noire g1 | Fou noir sur case blanche b7 · Pion noir sur case blanche f7 · Roi noir sur case noire g7 · Dame noire sur case noire b6 · Tour noire sur case blanche e6 · Pion noir sur case blanche g6 · Pion noir sur case noire h6 · Pion noir sur case noire a5 · Pion noir sur case blanche d5 · Cavalier blanc sur case noire e5 · Pion blanc sur case blanche a4 · Pion noir sur case noire b4 · Pion blanc sur case noire d4 · Dame blanche sur case blanche g4 · Pion blanc sur case blanche b3 · Cavalier noir sur case noire c3 · Cavalier blanc sur case noire e3 · Pion blanc sur case noire g3 · Pion blanc sur case noire f2 · Pion blanc sur case noire h2 · Tour blanche sur case noire c1 · Roi blanc sur case noire g1 | Fou noir sur case blanche b7 · Pion noir sur case blanche f7 · Roi noir sur case noire g7 · Dame noire sur case noire b6 · Tour noire sur case blanche e6 · Pion noir sur case blanche g6 · Pion noir sur case noire h6 · Pion noir sur case noire a5 · Pion noir sur case blanche d5 · Cavalier blanc sur case noire e5 · Pion blanc sur case blanche a4 · Pion noir sur case noire b4 · Pion blanc sur case noire d4 · Dame blanche sur case blanche g4 · Pion blanc sur case blanche b3 · Cavalier noir sur case noire c3 · Cavalier blanc sur case noire e3 · Pion blanc sur case noire g3 · Pion blanc sur case noire f2 · Pion blanc sur case noire h2 · Tour blanche sur case noire c1 · Roi blanc sur case noire g1 | Fou noir sur case blanche b7 · Pion noir sur case blanche f7 · Roi noir sur case noire g7 · Dame noire sur case noire b6 · Tour noire sur case blanche e6 · Pion noir sur case blanche g6 · Pion noir sur case noire h6 · Pion noir sur case noire a5 · Pion noir sur case blanche d5 · Cavalier blanc sur case noire e5 · Pion blanc sur case blanche a4 · Pion noir sur case noire b4 · Pion blanc sur case noire d4 · Dame blanche sur case blanche g4 · Pion blanc sur case blanche b3 · Cavalier noir sur case noire c3 · Cavalier blanc sur case noire e3 · Pion blanc sur case noire g3 · Pion blanc sur case noire f2 · Pion blanc sur case noire h2 · Tour blanche sur case noire c1 · Roi blanc sur case noire g1 | Fou noir sur case blanche b7 · Pion noir sur case blanche f7 · Roi noir sur case noire g7 · Dame noire sur case noire b6 · Tour noire sur case blanche e6 · Pion noir sur case blanche g6 · Pion noir sur case noire h6 · Pion noir sur case noire a5 · Pion noir sur case blanche d5 · Cavalier blanc sur case noire e5 · Pion blanc sur case blanche a4 · Pion noir sur case noire b4 · Pion blanc sur case noire d4 · Dame blanche sur case blanche g4 · Pion blanc sur case blanche b3 · Cavalier noir sur case noire c3 · Cavalier blanc sur case noire e3 · Pion blanc sur case noire g3 · Pion blanc sur case noire f2 · Pion blanc sur case noire h2 · Tour blanche sur case noire c1 · Roi blanc sur case noire g1 | 7 |
| 6 | Fou noir sur case blanche b7 · Pion noir sur case blanche f7 · Roi noir sur case noire g7 · Dame noire sur case noire b6 · Tour noire sur case blanche e6 · Pion noir sur case blanche g6 · Pion noir sur case noire h6 · Pion noir sur case noire a5 · Pion noir sur case blanche d5 · Cavalier blanc sur case noire e5 · Pion blanc sur case blanche a4 · Pion noir sur case noire b4 · Pion blanc sur case noire d4 · Dame blanche sur case blanche g4 · Pion blanc sur case blanche b3 · Cavalier noir sur case noire c3 · Cavalier blanc sur case noire e3 · Pion blanc sur case noire g3 · Pion blanc sur case noire f2 · Pion blanc sur case noire h2 · Tour blanche sur case noire c1 · Roi blanc sur case noire g1 | Fou noir sur case blanche b7 · Pion noir sur case blanche f7 · Roi noir sur case noire g7 · Dame noire sur case noire b6 · Tour noire sur case blanche e6 · Pion noir sur case blanche g6 · Pion noir sur case noire h6 · Pion noir sur case noire a5 · Pion noir sur case blanche d5 · Cavalier blanc sur case noire e5 · Pion blanc sur case blanche a4 · Pion noir sur case noire b4 · Pion blanc sur case noire d4 · Dame blanche sur case blanche g4 · Pion blanc sur case blanche b3 · Cavalier noir sur case noire c3 · Cavalier blanc sur case noire e3 · Pion blanc sur case noire g3 · Pion blanc sur case noire f2 · Pion blanc sur case noire h2 · Tour blanche sur case noire c1 · Roi blanc sur case noire g1 | Fou noir sur case blanche b7 · Pion noir sur case blanche f7 · Roi noir sur case noire g7 · Dame noire sur case noire b6 · Tour noire sur case blanche e6 · Pion noir sur case blanche g6 · Pion noir sur case noire h6 · Pion noir sur case noire a5 · Pion noir sur case blanche d5 · Cavalier blanc sur case noire e5 · Pion blanc sur case blanche a4 · Pion noir sur case noire b4 · Pion blanc sur case noire d4 · Dame blanche sur case blanche g4 · Pion blanc sur case blanche b3 · Cavalier noir sur case noire c3 · Cavalier blanc sur case noire e3 · Pion blanc sur case noire g3 · Pion blanc sur case noire f2 · Pion blanc sur case noire h2 · Tour blanche sur case noire c1 · Roi blanc sur case noire g1 | Fou noir sur case blanche b7 · Pion noir sur case blanche f7 · Roi noir sur case noire g7 · Dame noire sur case noire b6 · Tour noire sur case blanche e6 · Pion noir sur case blanche g6 · Pion noir sur case noire h6 · Pion noir sur case noire a5 · Pion noir sur case blanche d5 · Cavalier blanc sur case noire e5 · Pion blanc sur case blanche a4 · Pion noir sur case noire b4 · Pion blanc sur case noire d4 · Dame blanche sur case blanche g4 · Pion blanc sur case blanche b3 · Cavalier noir sur case noire c3 · Cavalier blanc sur case noire e3 · Pion blanc sur case noire g3 · Pion blanc sur case noire f2 · Pion blanc sur case noire h2 · Tour blanche sur case noire c1 · Roi blanc sur case noire g1 | Fou noir sur case blanche b7 · Pion noir sur case blanche f7 · Roi noir sur case noire g7 · Dame noire sur case noire b6 · Tour noire sur case blanche e6 · Pion noir sur case blanche g6 · Pion noir sur case noire h6 · Pion noir sur case noire a5 · Pion noir sur case blanche d5 · Cavalier blanc sur case noire e5 · Pion blanc sur case blanche a4 · Pion noir sur case noire b4 · Pion blanc sur case noire d4 · Dame blanche sur case blanche g4 · Pion blanc sur case blanche b3 · Cavalier noir sur case noire c3 · Cavalier blanc sur case noire e3 · Pion blanc sur case noire g3 · Pion blanc sur case noire f2 · Pion blanc sur case noire h2 · Tour blanche sur case noire c1 · Roi blanc sur case noire g1 | Fou noir sur case blanche b7 · Pion noir sur case blanche f7 · Roi noir sur case noire g7 · Dame noire sur case noire b6 · Tour noire sur case blanche e6 · Pion noir sur case blanche g6 · Pion noir sur case noire h6 · Pion noir sur case noire a5 · Pion noir sur case blanche d5 · Cavalier blanc sur case noire e5 · Pion blanc sur case blanche a4 · Pion noir sur case noire b4 · Pion blanc sur case noire d4 · Dame blanche sur case blanche g4 · Pion blanc sur case blanche b3 · Cavalier noir sur case noire c3 · Cavalier blanc sur case noire e3 · Pion blanc sur case noire g3 · Pion blanc sur case noire f2 · Pion blanc sur case noire h2 · Tour blanche sur case noire c1 · Roi blanc sur case noire g1 | Fou noir sur case blanche b7 · Pion noir sur case blanche f7 · Roi noir sur case noire g7 · Dame noire sur case noire b6 · Tour noire sur case blanche e6 · Pion noir sur case blanche g6 · Pion noir sur case noire h6 · Pion noir sur case noire a5 · Pion noir sur case blanche d5 · Cavalier blanc sur case noire e5 · Pion blanc sur case blanche a4 · Pion noir sur case noire b4 · Pion blanc sur case noire d4 · Dame blanche sur case blanche g4 · Pion blanc sur case blanche b3 · Cavalier noir sur case noire c3 · Cavalier blanc sur case noire e3 · Pion blanc sur case noire g3 · Pion blanc sur case noire f2 · Pion blanc sur case noire h2 · Tour blanche sur case noire c1 · Roi blanc sur case noire g1 | Fou noir sur case blanche b7 · Pion noir sur case blanche f7 · Roi noir sur case noire g7 · Dame noire sur case noire b6 · Tour noire sur case blanche e6 · Pion noir sur case blanche g6 · Pion noir sur case noire h6 · Pion noir sur case noire a5 · Pion noir sur case blanche d5 · Cavalier blanc sur case noire e5 · Pion blanc sur case blanche a4 · Pion noir sur case noire b4 · Pion blanc sur case noire d4 · Dame blanche sur case blanche g4 · Pion blanc sur case blanche b3 · Cavalier noir sur case noire c3 · Cavalier blanc sur case noire e3 · Pion blanc sur case noire g3 · Pion blanc sur case noire f2 · Pion blanc sur case noire h2 · Tour blanche sur case noire c1 · Roi blanc sur case noire g1 | 6 |
| 5 | Fou noir sur case blanche b7 · Pion noir sur case blanche f7 · Roi noir sur case noire g7 · Dame noire sur case noire b6 · Tour noire sur case blanche e6 · Pion noir sur case blanche g6 · Pion noir sur case noire h6 · Pion noir sur case noire a5 · Pion noir sur case blanche d5 · Cavalier blanc sur case noire e5 · Pion blanc sur case blanche a4 · Pion noir sur case noire b4 · Pion blanc sur case noire d4 · Dame blanche sur case blanche g4 · Pion blanc sur case blanche b3 · Cavalier noir sur case noire c3 · Cavalier blanc sur case noire e3 · Pion blanc sur case noire g3 · Pion blanc sur case noire f2 · Pion blanc sur case noire h2 · Tour blanche sur case noire c1 · Roi blanc sur case noire g1 | Fou noir sur case blanche b7 · Pion noir sur case blanche f7 · Roi noir sur case noire g7 · Dame noire sur case noire b6 · Tour noire sur case blanche e6 · Pion noir sur case blanche g6 · Pion noir sur case noire h6 · Pion noir sur case noire a5 · Pion noir sur case blanche d5 · Cavalier blanc sur case noire e5 · Pion blanc sur case blanche a4 · Pion noir sur case noire b4 · Pion blanc sur case noire d4 · Dame blanche sur case blanche g4 · Pion blanc sur case blanche b3 · Cavalier noir sur case noire c3 · Cavalier blanc sur case noire e3 · Pion blanc sur case noire g3 · Pion blanc sur case noire f2 · Pion blanc sur case noire h2 · Tour blanche sur case noire c1 · Roi blanc sur case noire g1 | Fou noir sur case blanche b7 · Pion noir sur case blanche f7 · Roi noir sur case noire g7 · Dame noire sur case noire b6 · Tour noire sur case blanche e6 · Pion noir sur case blanche g6 · Pion noir sur case noire h6 · Pion noir sur case noire a5 · Pion noir sur case blanche d5 · Cavalier blanc sur case noire e5 · Pion blanc sur case blanche a4 · Pion noir sur case noire b4 · Pion blanc sur case noire d4 · Dame blanche sur case blanche g4 · Pion blanc sur case blanche b3 · Cavalier noir sur case noire c3 · Cavalier blanc sur case noire e3 · Pion blanc sur case noire g3 · Pion blanc sur case noire f2 · Pion blanc sur case noire h2 · Tour blanche sur case noire c1 · Roi blanc sur case noire g1 | Fou noir sur case blanche b7 · Pion noir sur case blanche f7 · Roi noir sur case noire g7 · Dame noire sur case noire b6 · Tour noire sur case blanche e6 · Pion noir sur case blanche g6 · Pion noir sur case noire h6 · Pion noir sur case noire a5 · Pion noir sur case blanche d5 · Cavalier blanc sur case noire e5 · Pion blanc sur case blanche a4 · Pion noir sur case noire b4 · Pion blanc sur case noire d4 · Dame blanche sur case blanche g4 · Pion blanc sur case blanche b3 · Cavalier noir sur case noire c3 · Cavalier blanc sur case noire e3 · Pion blanc sur case noire g3 · Pion blanc sur case noire f2 · Pion blanc sur case noire h2 · Tour blanche sur case noire c1 · Roi blanc sur case noire g1 | Fou noir sur case blanche b7 · Pion noir sur case blanche f7 · Roi noir sur case noire g7 · Dame noire sur case noire b6 · Tour noire sur case blanche e6 · Pion noir sur case blanche g6 · Pion noir sur case noire h6 · Pion noir sur case noire a5 · Pion noir sur case blanche d5 · Cavalier blanc sur case noire e5 · Pion blanc sur case blanche a4 · Pion noir sur case noire b4 · Pion blanc sur case noire d4 · Dame blanche sur case blanche g4 · Pion blanc sur case blanche b3 · Cavalier noir sur case noire c3 · Cavalier blanc sur case noire e3 · Pion blanc sur case noire g3 · Pion blanc sur case noire f2 · Pion blanc sur case noire h2 · Tour blanche sur case noire c1 · Roi blanc sur case noire g1 | Fou noir sur case blanche b7 · Pion noir sur case blanche f7 · Roi noir sur case noire g7 · Dame noire sur case noire b6 · Tour noire sur case blanche e6 · Pion noir sur case blanche g6 · Pion noir sur case noire h6 · Pion noir sur case noire a5 · Pion noir sur case blanche d5 · Cavalier blanc sur case noire e5 · Pion blanc sur case blanche a4 · Pion noir sur case noire b4 · Pion blanc sur case noire d4 · Dame blanche sur case blanche g4 · Pion blanc sur case blanche b3 · Cavalier noir sur case noire c3 · Cavalier blanc sur case noire e3 · Pion blanc sur case noire g3 · Pion blanc sur case noire f2 · Pion blanc sur case noire h2 · Tour blanche sur case noire c1 · Roi blanc sur case noire g1 | Fou noir sur case blanche b7 · Pion noir sur case blanche f7 · Roi noir sur case noire g7 · Dame noire sur case noire b6 · Tour noire sur case blanche e6 · Pion noir sur case blanche g6 · Pion noir sur case noire h6 · Pion noir sur case noire a5 · Pion noir sur case blanche d5 · Cavalier blanc sur case noire e5 · Pion blanc sur case blanche a4 · Pion noir sur case noire b4 · Pion blanc sur case noire d4 · Dame blanche sur case blanche g4 · Pion blanc sur case blanche b3 · Cavalier noir sur case noire c3 · Cavalier blanc sur case noire e3 · Pion blanc sur case noire g3 · Pion blanc sur case noire f2 · Pion blanc sur case noire h2 · Tour blanche sur case noire c1 · Roi blanc sur case noire g1 | Fou noir sur case blanche b7 · Pion noir sur case blanche f7 · Roi noir sur case noire g7 · Dame noire sur case noire b6 · Tour noire sur case blanche e6 · Pion noir sur case blanche g6 · Pion noir sur case noire h6 · Pion noir sur case noire a5 · Pion noir sur case blanche d5 · Cavalier blanc sur case noire e5 · Pion blanc sur case blanche a4 · Pion noir sur case noire b4 · Pion blanc sur case noire d4 · Dame blanche sur case blanche g4 · Pion blanc sur case blanche b3 · Cavalier noir sur case noire c3 · Cavalier blanc sur case noire e3 · Pion blanc sur case noire g3 · Pion blanc sur case noire f2 · Pion blanc sur case noire h2 · Tour blanche sur case noire c1 · Roi blanc sur case noire g1 | 5 |
| 4 | Fou noir sur case blanche b7 · Pion noir sur case blanche f7 · Roi noir sur case noire g7 · Dame noire sur case noire b6 · Tour noire sur case blanche e6 · Pion noir sur case blanche g6 · Pion noir sur case noire h6 · Pion noir sur case noire a5 · Pion noir sur case blanche d5 · Cavalier blanc sur case noire e5 · Pion blanc sur case blanche a4 · Pion noir sur case noire b4 · Pion blanc sur case noire d4 · Dame blanche sur case blanche g4 · Pion blanc sur case blanche b3 · Cavalier noir sur case noire c3 · Cavalier blanc sur case noire e3 · Pion blanc sur case noire g3 · Pion blanc sur case noire f2 · Pion blanc sur case noire h2 · Tour blanche sur case noire c1 · Roi blanc sur case noire g1 | Fou noir sur case blanche b7 · Pion noir sur case blanche f7 · Roi noir sur case noire g7 · Dame noire sur case noire b6 · Tour noire sur case blanche e6 · Pion noir sur case blanche g6 · Pion noir sur case noire h6 · Pion noir sur case noire a5 · Pion noir sur case blanche d5 · Cavalier blanc sur case noire e5 · Pion blanc sur case blanche a4 · Pion noir sur case noire b4 · Pion blanc sur case noire d4 · Dame blanche sur case blanche g4 · Pion blanc sur case blanche b3 · Cavalier noir sur case noire c3 · Cavalier blanc sur case noire e3 · Pion blanc sur case noire g3 · Pion blanc sur case noire f2 · Pion blanc sur case noire h2 · Tour blanche sur case noire c1 · Roi blanc sur case noire g1 | Fou noir sur case blanche b7 · Pion noir sur case blanche f7 · Roi noir sur case noire g7 · Dame noire sur case noire b6 · Tour noire sur case blanche e6 · Pion noir sur case blanche g6 · Pion noir sur case noire h6 · Pion noir sur case noire a5 · Pion noir sur case blanche d5 · Cavalier blanc sur case noire e5 · Pion blanc sur case blanche a4 · Pion noir sur case noire b4 · Pion blanc sur case noire d4 · Dame blanche sur case blanche g4 · Pion blanc sur case blanche b3 · Cavalier noir sur case noire c3 · Cavalier blanc sur case noire e3 · Pion blanc sur case noire g3 · Pion blanc sur case noire f2 · Pion blanc sur case noire h2 · Tour blanche sur case noire c1 · Roi blanc sur case noire g1 | Fou noir sur case blanche b7 · Pion noir sur case blanche f7 · Roi noir sur case noire g7 · Dame noire sur case noire b6 · Tour noire sur case blanche e6 · Pion noir sur case blanche g6 · Pion noir sur case noire h6 · Pion noir sur case noire a5 · Pion noir sur case blanche d5 · Cavalier blanc sur case noire e5 · Pion blanc sur case blanche a4 · Pion noir sur case noire b4 · Pion blanc sur case noire d4 · Dame blanche sur case blanche g4 · Pion blanc sur case blanche b3 · Cavalier noir sur case noire c3 · Cavalier blanc sur case noire e3 · Pion blanc sur case noire g3 · Pion blanc sur case noire f2 · Pion blanc sur case noire h2 · Tour blanche sur case noire c1 · Roi blanc sur case noire g1 | Fou noir sur case blanche b7 · Pion noir sur case blanche f7 · Roi noir sur case noire g7 · Dame noire sur case noire b6 · Tour noire sur case blanche e6 · Pion noir sur case blanche g6 · Pion noir sur case noire h6 · Pion noir sur case noire a5 · Pion noir sur case blanche d5 · Cavalier blanc sur case noire e5 · Pion blanc sur case blanche a4 · Pion noir sur case noire b4 · Pion blanc sur case noire d4 · Dame blanche sur case blanche g4 · Pion blanc sur case blanche b3 · Cavalier noir sur case noire c3 · Cavalier blanc sur case noire e3 · Pion blanc sur case noire g3 · Pion blanc sur case noire f2 · Pion blanc sur case noire h2 · Tour blanche sur case noire c1 · Roi blanc sur case noire g1 | Fou noir sur case blanche b7 · Pion noir sur case blanche f7 · Roi noir sur case noire g7 · Dame noire sur case noire b6 · Tour noire sur case blanche e6 · Pion noir sur case blanche g6 · Pion noir sur case noire h6 · Pion noir sur case noire a5 · Pion noir sur case blanche d5 · Cavalier blanc sur case noire e5 · Pion blanc sur case blanche a4 · Pion noir sur case noire b4 · Pion blanc sur case noire d4 · Dame blanche sur case blanche g4 · Pion blanc sur case blanche b3 · Cavalier noir sur case noire c3 · Cavalier blanc sur case noire e3 · Pion blanc sur case noire g3 · Pion blanc sur case noire f2 · Pion blanc sur case noire h2 · Tour blanche sur case noire c1 · Roi blanc sur case noire g1 | Fou noir sur case blanche b7 · Pion noir sur case blanche f7 · Roi noir sur case noire g7 · Dame noire sur case noire b6 · Tour noire sur case blanche e6 · Pion noir sur case blanche g6 · Pion noir sur case noire h6 · Pion noir sur case noire a5 · Pion noir sur case blanche d5 · Cavalier blanc sur case noire e5 · Pion blanc sur case blanche a4 · Pion noir sur case noire b4 · Pion blanc sur case noire d4 · Dame blanche sur case blanche g4 · Pion blanc sur case blanche b3 · Cavalier noir sur case noire c3 · Cavalier blanc sur case noire e3 · Pion blanc sur case noire g3 · Pion blanc sur case noire f2 · Pion blanc sur case noire h2 · Tour blanche sur case noire c1 · Roi blanc sur case noire g1 | Fou noir sur case blanche b7 · Pion noir sur case blanche f7 · Roi noir sur case noire g7 · Dame noire sur case noire b6 · Tour noire sur case blanche e6 · Pion noir sur case blanche g6 · Pion noir sur case noire h6 · Pion noir sur case noire a5 · Pion noir sur case blanche d5 · Cavalier blanc sur case noire e5 · Pion blanc sur case blanche a4 · Pion noir sur case noire b4 · Pion blanc sur case noire d4 · Dame blanche sur case blanche g4 · Pion blanc sur case blanche b3 · Cavalier noir sur case noire c3 · Cavalier blanc sur case noire e3 · Pion blanc sur case noire g3 · Pion blanc sur case noire f2 · Pion blanc sur case noire h2 · Tour blanche sur case noire c1 · Roi blanc sur case noire g1 | 4 |
| 3 | Fou noir sur case blanche b7 · Pion noir sur case blanche f7 · Roi noir sur case noire g7 · Dame noire sur case noire b6 · Tour noire sur case blanche e6 · Pion noir sur case blanche g6 · Pion noir sur case noire h6 · Pion noir sur case noire a5 · Pion noir sur case blanche d5 · Cavalier blanc sur case noire e5 · Pion blanc sur case blanche a4 · Pion noir sur case noire b4 · Pion blanc sur case noire d4 · Dame blanche sur case blanche g4 · Pion blanc sur case blanche b3 · Cavalier noir sur case noire c3 · Cavalier blanc sur case noire e3 · Pion blanc sur case noire g3 · Pion blanc sur case noire f2 · Pion blanc sur case noire h2 · Tour blanche sur case noire c1 · Roi blanc sur case noire g1 | Fou noir sur case blanche b7 · Pion noir sur case blanche f7 · Roi noir sur case noire g7 · Dame noire sur case noire b6 · Tour noire sur case blanche e6 · Pion noir sur case blanche g6 · Pion noir sur case noire h6 · Pion noir sur case noire a5 · Pion noir sur case blanche d5 · Cavalier blanc sur case noire e5 · Pion blanc sur case blanche a4 · Pion noir sur case noire b4 · Pion blanc sur case noire d4 · Dame blanche sur case blanche g4 · Pion blanc sur case blanche b3 · Cavalier noir sur case noire c3 · Cavalier blanc sur case noire e3 · Pion blanc sur case noire g3 · Pion blanc sur case noire f2 · Pion blanc sur case noire h2 · Tour blanche sur case noire c1 · Roi blanc sur case noire g1 | Fou noir sur case blanche b7 · Pion noir sur case blanche f7 · Roi noir sur case noire g7 · Dame noire sur case noire b6 · Tour noire sur case blanche e6 · Pion noir sur case blanche g6 · Pion noir sur case noire h6 · Pion noir sur case noire a5 · Pion noir sur case blanche d5 · Cavalier blanc sur case noire e5 · Pion blanc sur case blanche a4 · Pion noir sur case noire b4 · Pion blanc sur case noire d4 · Dame blanche sur case blanche g4 · Pion blanc sur case blanche b3 · Cavalier noir sur case noire c3 · Cavalier blanc sur case noire e3 · Pion blanc sur case noire g3 · Pion blanc sur case noire f2 · Pion blanc sur case noire h2 · Tour blanche sur case noire c1 · Roi blanc sur case noire g1 | Fou noir sur case blanche b7 · Pion noir sur case blanche f7 · Roi noir sur case noire g7 · Dame noire sur case noire b6 · Tour noire sur case blanche e6 · Pion noir sur case blanche g6 · Pion noir sur case noire h6 · Pion noir sur case noire a5 · Pion noir sur case blanche d5 · Cavalier blanc sur case noire e5 · Pion blanc sur case blanche a4 · Pion noir sur case noire b4 · Pion blanc sur case noire d4 · Dame blanche sur case blanche g4 · Pion blanc sur case blanche b3 · Cavalier noir sur case noire c3 · Cavalier blanc sur case noire e3 · Pion blanc sur case noire g3 · Pion blanc sur case noire f2 · Pion blanc sur case noire h2 · Tour blanche sur case noire c1 · Roi blanc sur case noire g1 | Fou noir sur case blanche b7 · Pion noir sur case blanche f7 · Roi noir sur case noire g7 · Dame noire sur case noire b6 · Tour noire sur case blanche e6 · Pion noir sur case blanche g6 · Pion noir sur case noire h6 · Pion noir sur case noire a5 · Pion noir sur case blanche d5 · Cavalier blanc sur case noire e5 · Pion blanc sur case blanche a4 · Pion noir sur case noire b4 · Pion blanc sur case noire d4 · Dame blanche sur case blanche g4 · Pion blanc sur case blanche b3 · Cavalier noir sur case noire c3 · Cavalier blanc sur case noire e3 · Pion blanc sur case noire g3 · Pion blanc sur case noire f2 · Pion blanc sur case noire h2 · Tour blanche sur case noire c1 · Roi blanc sur case noire g1 | Fou noir sur case blanche b7 · Pion noir sur case blanche f7 · Roi noir sur case noire g7 · Dame noire sur case noire b6 · Tour noire sur case blanche e6 · Pion noir sur case blanche g6 · Pion noir sur case noire h6 · Pion noir sur case noire a5 · Pion noir sur case blanche d5 · Cavalier blanc sur case noire e5 · Pion blanc sur case blanche a4 · Pion noir sur case noire b4 · Pion blanc sur case noire d4 · Dame blanche sur case blanche g4 · Pion blanc sur case blanche b3 · Cavalier noir sur case noire c3 · Cavalier blanc sur case noire e3 · Pion blanc sur case noire g3 · Pion blanc sur case noire f2 · Pion blanc sur case noire h2 · Tour blanche sur case noire c1 · Roi blanc sur case noire g1 | Fou noir sur case blanche b7 · Pion noir sur case blanche f7 · Roi noir sur case noire g7 · Dame noire sur case noire b6 · Tour noire sur case blanche e6 · Pion noir sur case blanche g6 · Pion noir sur case noire h6 · Pion noir sur case noire a5 · Pion noir sur case blanche d5 · Cavalier blanc sur case noire e5 · Pion blanc sur case blanche a4 · Pion noir sur case noire b4 · Pion blanc sur case noire d4 · Dame blanche sur case blanche g4 · Pion blanc sur case blanche b3 · Cavalier noir sur case noire c3 · Cavalier blanc sur case noire e3 · Pion blanc sur case noire g3 · Pion blanc sur case noire f2 · Pion blanc sur case noire h2 · Tour blanche sur case noire c1 · Roi blanc sur case noire g1 | Fou noir sur case blanche b7 · Pion noir sur case blanche f7 · Roi noir sur case noire g7 · Dame noire sur case noire b6 · Tour noire sur case blanche e6 · Pion noir sur case blanche g6 · Pion noir sur case noire h6 · Pion noir sur case noire a5 · Pion noir sur case blanche d5 · Cavalier blanc sur case noire e5 · Pion blanc sur case blanche a4 · Pion noir sur case noire b4 · Pion blanc sur case noire d4 · Dame blanche sur case blanche g4 · Pion blanc sur case blanche b3 · Cavalier noir sur case noire c3 · Cavalier blanc sur case noire e3 · Pion blanc sur case noire g3 · Pion blanc sur case noire f2 · Pion blanc sur case noire h2 · Tour blanche sur case noire c1 · Roi blanc sur case noire g1 | 3 |
| 2 | Fou noir sur case blanche b7 · Pion noir sur case blanche f7 · Roi noir sur case noire g7 · Dame noire sur case noire b6 · Tour noire sur case blanche e6 · Pion noir sur case blanche g6 · Pion noir sur case noire h6 · Pion noir sur case noire a5 · Pion noir sur case blanche d5 · Cavalier blanc sur case noire e5 · Pion blanc sur case blanche a4 · Pion noir sur case noire b4 · Pion blanc sur case noire d4 · Dame blanche sur case blanche g4 · Pion blanc sur case blanche b3 · Cavalier noir sur case noire c3 · Cavalier blanc sur case noire e3 · Pion blanc sur case noire g3 · Pion blanc sur case noire f2 · Pion blanc sur case noire h2 · Tour blanche sur case noire c1 · Roi blanc sur case noire g1 | Fou noir sur case blanche b7 · Pion noir sur case blanche f7 · Roi noir sur case noire g7 · Dame noire sur case noire b6 · Tour noire sur case blanche e6 · Pion noir sur case blanche g6 · Pion noir sur case noire h6 · Pion noir sur case noire a5 · Pion noir sur case blanche d5 · Cavalier blanc sur case noire e5 · Pion blanc sur case blanche a4 · Pion noir sur case noire b4 · Pion blanc sur case noire d4 · Dame blanche sur case blanche g4 · Pion blanc sur case blanche b3 · Cavalier noir sur case noire c3 · Cavalier blanc sur case noire e3 · Pion blanc sur case noire g3 · Pion blanc sur case noire f2 · Pion blanc sur case noire h2 · Tour blanche sur case noire c1 · Roi blanc sur case noire g1 | Fou noir sur case blanche b7 · Pion noir sur case blanche f7 · Roi noir sur case noire g7 · Dame noire sur case noire b6 · Tour noire sur case blanche e6 · Pion noir sur case blanche g6 · Pion noir sur case noire h6 · Pion noir sur case noire a5 · Pion noir sur case blanche d5 · Cavalier blanc sur case noire e5 · Pion blanc sur case blanche a4 · Pion noir sur case noire b4 · Pion blanc sur case noire d4 · Dame blanche sur case blanche g4 · Pion blanc sur case blanche b3 · Cavalier noir sur case noire c3 · Cavalier blanc sur case noire e3 · Pion blanc sur case noire g3 · Pion blanc sur case noire f2 · Pion blanc sur case noire h2 · Tour blanche sur case noire c1 · Roi blanc sur case noire g1 | Fou noir sur case blanche b7 · Pion noir sur case blanche f7 · Roi noir sur case noire g7 · Dame noire sur case noire b6 · Tour noire sur case blanche e6 · Pion noir sur case blanche g6 · Pion noir sur case noire h6 · Pion noir sur case noire a5 · Pion noir sur case blanche d5 · Cavalier blanc sur case noire e5 · Pion blanc sur case blanche a4 · Pion noir sur case noire b4 · Pion blanc sur case noire d4 · Dame blanche sur case blanche g4 · Pion blanc sur case blanche b3 · Cavalier noir sur case noire c3 · Cavalier blanc sur case noire e3 · Pion blanc sur case noire g3 · Pion blanc sur case noire f2 · Pion blanc sur case noire h2 · Tour blanche sur case noire c1 · Roi blanc sur case noire g1 | Fou noir sur case blanche b7 · Pion noir sur case blanche f7 · Roi noir sur case noire g7 · Dame noire sur case noire b6 · Tour noire sur case blanche e6 · Pion noir sur case blanche g6 · Pion noir sur case noire h6 · Pion noir sur case noire a5 · Pion noir sur case blanche d5 · Cavalier blanc sur case noire e5 · Pion blanc sur case blanche a4 · Pion noir sur case noire b4 · Pion blanc sur case noire d4 · Dame blanche sur case blanche g4 · Pion blanc sur case blanche b3 · Cavalier noir sur case noire c3 · Cavalier blanc sur case noire e3 · Pion blanc sur case noire g3 · Pion blanc sur case noire f2 · Pion blanc sur case noire h2 · Tour blanche sur case noire c1 · Roi blanc sur case noire g1 | Fou noir sur case blanche b7 · Pion noir sur case blanche f7 · Roi noir sur case noire g7 · Dame noire sur case noire b6 · Tour noire sur case blanche e6 · Pion noir sur case blanche g6 · Pion noir sur case noire h6 · Pion noir sur case noire a5 · Pion noir sur case blanche d5 · Cavalier blanc sur case noire e5 · Pion blanc sur case blanche a4 · Pion noir sur case noire b4 · Pion blanc sur case noire d4 · Dame blanche sur case blanche g4 · Pion blanc sur case blanche b3 · Cavalier noir sur case noire c3 · Cavalier blanc sur case noire e3 · Pion blanc sur case noire g3 · Pion blanc sur case noire f2 · Pion blanc sur case noire h2 · Tour blanche sur case noire c1 · Roi blanc sur case noire g1 | Fou noir sur case blanche b7 · Pion noir sur case blanche f7 · Roi noir sur case noire g7 · Dame noire sur case noire b6 · Tour noire sur case blanche e6 · Pion noir sur case blanche g6 · Pion noir sur case noire h6 · Pion noir sur case noire a5 · Pion noir sur case blanche d5 · Cavalier blanc sur case noire e5 · Pion blanc sur case blanche a4 · Pion noir sur case noire b4 · Pion blanc sur case noire d4 · Dame blanche sur case blanche g4 · Pion blanc sur case blanche b3 · Cavalier noir sur case noire c3 · Cavalier blanc sur case noire e3 · Pion blanc sur case noire g3 · Pion blanc sur case noire f2 · Pion blanc sur case noire h2 · Tour blanche sur case noire c1 · Roi blanc sur case noire g1 | Fou noir sur case blanche b7 · Pion noir sur case blanche f7 · Roi noir sur case noire g7 · Dame noire sur case noire b6 · Tour noire sur case blanche e6 · Pion noir sur case blanche g6 · Pion noir sur case noire h6 · Pion noir sur case noire a5 · Pion noir sur case blanche d5 · Cavalier blanc sur case noire e5 · Pion blanc sur case blanche a4 · Pion noir sur case noire b4 · Pion blanc sur case noire d4 · Dame blanche sur case blanche g4 · Pion blanc sur case blanche b3 · Cavalier noir sur case noire c3 · Cavalier blanc sur case noire e3 · Pion blanc sur case noire g3 · Pion blanc sur case noire f2 · Pion blanc sur case noire h2 · Tour blanche sur case noire c1 · Roi blanc sur case noire g1 | 2 |
| 1 | Fou noir sur case blanche b7 · Pion noir sur case blanche f7 · Roi noir sur case noire g7 · Dame noire sur case noire b6 · Tour noire sur case blanche e6 · Pion noir sur case blanche g6 · Pion noir sur case noire h6 · Pion noir sur case noire a5 · Pion noir sur case blanche d5 · Cavalier blanc sur case noire e5 · Pion blanc sur case blanche a4 · Pion noir sur case noire b4 · Pion blanc sur case noire d4 · Dame blanche sur case blanche g4 · Pion blanc sur case blanche b3 · Cavalier noir sur case noire c3 · Cavalier blanc sur case noire e3 · Pion blanc sur case noire g3 · Pion blanc sur case noire f2 · Pion blanc sur case noire h2 · Tour blanche sur case noire c1 · Roi blanc sur case noire g1 | Fou noir sur case blanche b7 · Pion noir sur case blanche f7 · Roi noir sur case noire g7 · Dame noire sur case noire b6 · Tour noire sur case blanche e6 · Pion noir sur case blanche g6 · Pion noir sur case noire h6 · Pion noir sur case noire a5 · Pion noir sur case blanche d5 · Cavalier blanc sur case noire e5 · Pion blanc sur case blanche a4 · Pion noir sur case noire b4 · Pion blanc sur case noire d4 · Dame blanche sur case blanche g4 · Pion blanc sur case blanche b3 · Cavalier noir sur case noire c3 · Cavalier blanc sur case noire e3 · Pion blanc sur case noire g3 · Pion blanc sur case noire f2 · Pion blanc sur case noire h2 · Tour blanche sur case noire c1 · Roi blanc sur case noire g1 | Fou noir sur case blanche b7 · Pion noir sur case blanche f7 · Roi noir sur case noire g7 · Dame noire sur case noire b6 · Tour noire sur case blanche e6 · Pion noir sur case blanche g6 · Pion noir sur case noire h6 · Pion noir sur case noire a5 · Pion noir sur case blanche d5 · Cavalier blanc sur case noire e5 · Pion blanc sur case blanche a4 · Pion noir sur case noire b4 · Pion blanc sur case noire d4 · Dame blanche sur case blanche g4 · Pion blanc sur case blanche b3 · Cavalier noir sur case noire c3 · Cavalier blanc sur case noire e3 · Pion blanc sur case noire g3 · Pion blanc sur case noire f2 · Pion blanc sur case noire h2 · Tour blanche sur case noire c1 · Roi blanc sur case noire g1 | Fou noir sur case blanche b7 · Pion noir sur case blanche f7 · Roi noir sur case noire g7 · Dame noire sur case noire b6 · Tour noire sur case blanche e6 · Pion noir sur case blanche g6 · Pion noir sur case noire h6 · Pion noir sur case noire a5 · Pion noir sur case blanche d5 · Cavalier blanc sur case noire e5 · Pion blanc sur case blanche a4 · Pion noir sur case noire b4 · Pion blanc sur case noire d4 · Dame blanche sur case blanche g4 · Pion blanc sur case blanche b3 · Cavalier noir sur case noire c3 · Cavalier blanc sur case noire e3 · Pion blanc sur case noire g3 · Pion blanc sur case noire f2 · Pion blanc sur case noire h2 · Tour blanche sur case noire c1 · Roi blanc sur case noire g1 | Fou noir sur case blanche b7 · Pion noir sur case blanche f7 · Roi noir sur case noire g7 · Dame noire sur case noire b6 · Tour noire sur case blanche e6 · Pion noir sur case blanche g6 · Pion noir sur case noire h6 · Pion noir sur case noire a5 · Pion noir sur case blanche d5 · Cavalier blanc sur case noire e5 · Pion blanc sur case blanche a4 · Pion noir sur case noire b4 · Pion blanc sur case noire d4 · Dame blanche sur case blanche g4 · Pion blanc sur case blanche b3 · Cavalier noir sur case noire c3 · Cavalier blanc sur case noire e3 · Pion blanc sur case noire g3 · Pion blanc sur case noire f2 · Pion blanc sur case noire h2 · Tour blanche sur case noire c1 · Roi blanc sur case noire g1 | Fou noir sur case blanche b7 · Pion noir sur case blanche f7 · Roi noir sur case noire g7 · Dame noire sur case noire b6 · Tour noire sur case blanche e6 · Pion noir sur case blanche g6 · Pion noir sur case noire h6 · Pion noir sur case noire a5 · Pion noir sur case blanche d5 · Cavalier blanc sur case noire e5 · Pion blanc sur case blanche a4 · Pion noir sur case noire b4 · Pion blanc sur case noire d4 · Dame blanche sur case blanche g4 · Pion blanc sur case blanche b3 · Cavalier noir sur case noire c3 · Cavalier blanc sur case noire e3 · Pion blanc sur case noire g3 · Pion blanc sur case noire f2 · Pion blanc sur case noire h2 · Tour blanche sur case noire c1 · Roi blanc sur case noire g1 | Fou noir sur case blanche b7 · Pion noir sur case blanche f7 · Roi noir sur case noire g7 · Dame noire sur case noire b6 · Tour noire sur case blanche e6 · Pion noir sur case blanche g6 · Pion noir sur case noire h6 · Pion noir sur case noire a5 · Pion noir sur case blanche d5 · Cavalier blanc sur case noire e5 · Pion blanc sur case blanche a4 · Pion noir sur case noire b4 · Pion blanc sur case noire d4 · Dame blanche sur case blanche g4 · Pion blanc sur case blanche b3 · Cavalier noir sur case noire c3 · Cavalier blanc sur case noire e3 · Pion blanc sur case noire g3 · Pion blanc sur case noire f2 · Pion blanc sur case noire h2 · Tour blanche sur case noire c1 · Roi blanc sur case noire g1 | Fou noir sur case blanche b7 · Pion noir sur case blanche f7 · Roi noir sur case noire g7 · Dame noire sur case noire b6 · Tour noire sur case blanche e6 · Pion noir sur case blanche g6 · Pion noir sur case noire h6 · Pion noir sur case noire a5 · Pion noir sur case blanche d5 · Cavalier blanc sur case noire e5 · Pion blanc sur case blanche a4 · Pion noir sur case noire b4 · Pion blanc sur case noire d4 · Dame blanche sur case blanche g4 · Pion blanc sur case blanche b3 · Cavalier noir sur case noire c3 · Cavalier blanc sur case noire e3 · Pion blanc sur case noire g3 · Pion blanc sur case noire f2 · Pion blanc sur case noire h2 · Tour blanche sur case noire c1 · Roi blanc sur case noire g1 | 1 |
|   | a | b | c | d | e | f | g | h |   |

Dans la position du diagramme, Epichine joue 37...Dxd4?? comptant sur 38.Dxd4 Ce2+ mais il abandonne après 38.Cf5+.